# スタジオケルマディック
スタジオケルマディック（株式会社ケルマディック、英: kelmadick INC.）は、かつて存在した日本のアニメ制作会社。主に「Studio Kelmadick」「St.Kelmadick」などの名義でクレジットされ、アダルトアニメの制作には「Studio Eromatick」などの名義を用いることがあった。

## 略歴
2006年12月、トライアングルスタッフ出身の大橋浩一郎が設立。主に他社のグロス請けなどを中心に活動していた。
2017年を境に活動停止となり、スタッフの一部はグラフィニカに移籍している。

## 作品履歴

### テレビアニメ
- パピヨンローゼ New Season （2006年）

### 制作協力
テレビアニメ
- BLEACH （制作元請：ぴえろ、各話制作協力、2004年-2011年）
- ゾイドジェネシス （制作元請：小学館ミュージック&デジタル エンタテイメント、各話制作協力、2005年）
- エンジェル・ハート （制作元請：トムス・エンタテインメント、各話制作協力、2006年）
- 女子高生 GIRL'S-HIGH （制作元請：アームス、各話制作協力、2006年）
- RAY THE ANIMATION （制作元請：OLM、各話制作協力、2006年）
- きらりん☆レボリューション （制作元請：SynergySP・G&G ENTERTAINMENT、各話制作協力、2006年）
- 恋する天使アンジェリークシリーズ
  - 恋する天使アンジェリーク 〜心のめざめる時〜 （制作元請：サテライト、各話制作協力、2006年）
  - 恋する天使アンジェリーク 〜かがやきの明日〜 （制作元請：サテライト、各話制作協力、2007年）

- Gift 〜ギフト〜 eternal rainbow （制作元請：OLM、各話制作協力、2006年）
- はぴねす! （制作元請：アートランド、各話制作協力、2006年）
- かみちゃまかりん （制作元請：サテライト、各話制作協力、2007年）
- ケンコー全裸系水泳部 ウミショー （制作元請：アートランド、各話制作協力、2007年）
- School Days （制作元請：ティー・エヌ・ケー、各話制作協力、2007年）
- しゅごキャラ!シリーズ
  - しゅごキャラ! （制作元請：サテライト、各話制作協力、2007年-2008年）
  - しゅごキャラ!!どきっ （制作元請：サテライト、各話制作協力、2008年-2009年）

- げんしけん2 （制作元請：アームス、各話制作協力、2007年）
- ポルフィの長い旅 （制作元請：日本アニメーション、各話制作協力、2008年）
- R-15 （制作元請：AIC、各話制作協力、2011年）
- マケン姫っ! （制作元請：AICスピリッツ、各話制作協力、2011年）
- SKET DANCE （制作元請：タツノコプロ、各話制作協力、2012年）
- えびてん 公立海老栖川高校天悶部 （制作元請：AIC Classic、各話制作協力、2012年）
- ジョジョの奇妙な冒険 （制作元請：david production、各話制作協力、2013年）
- 宇宙兄弟 （制作元請：A-1 Pictures、各話制作協力、2013年）
- ダイヤのA （制作元請：MADHOUSE×Production I.G、各話制作協力、2013年）
- 最近、妹のようすがちょっとおかしいんだが。 （制作元請：project No.9、各話制作協力、2014年）
- いなり、こんこん、恋いろは。 （制作元請：プロダクションアイムズ、各話制作協力、2014年）
- FAIRY TAIL （制作元請：A-1 Pictures、ブリッジ、各話制作協力、2014年）
- アルドノア・ゼロ （制作元請：A-1 Pictures、TROYCA、各話制作協力、2014年-2015年）
- モモキュンソード （制作元請：トライスラッシュ×project No.9、各話制作協力、2014年）
- バトルスピリッツ 烈火魂 （制作元請：バンダイナムコピクチャーズ、各話制作協力、2015年）
- To LOVEる -とらぶる- ダークネス 2nd （制作元請：XEBEC、各話制作協力、2015年）
- バトルスピリッツ ダブルドライブ （制作元請：バンダイナムコピクチャーズ、各話制作協力、2016年）
- 聖戦ケルベロス 竜刻のファタリテ （制作元請：ブリッジ、各話制作協力、2016年）
- ヘボット! （制作元請：バンダイナムコピクチャーズ、各話制作協力、2016年）
- 昭和元禄落語心中 -助六再び篇- （制作元請：スタジオディーン、各話制作協力、2017年）

劇場アニメ
- あした元気にな〜れ! 〜半分のさつまいも〜 （制作元請：AYCO、制作協力、2005年）

OVA
- HELLSINGシリーズ
  - HELLSING IV （制作元請：サテライト、制作協力、2008年）
  - HELLSING VIII （制作元請：グラフィニカ、制作協力、2011年）
  - HELLSING IX （制作元請：グラフィニカ、制作協力、2012年）

## 関連人物
- 栗原学
- 酒井Kei
- 清水一伸
- 清水智子

- 関崎高明
- 服部憲知
- 松村やすひろ
- 宮田瑠美